# Liste der Auslandsvertretungen Russlands

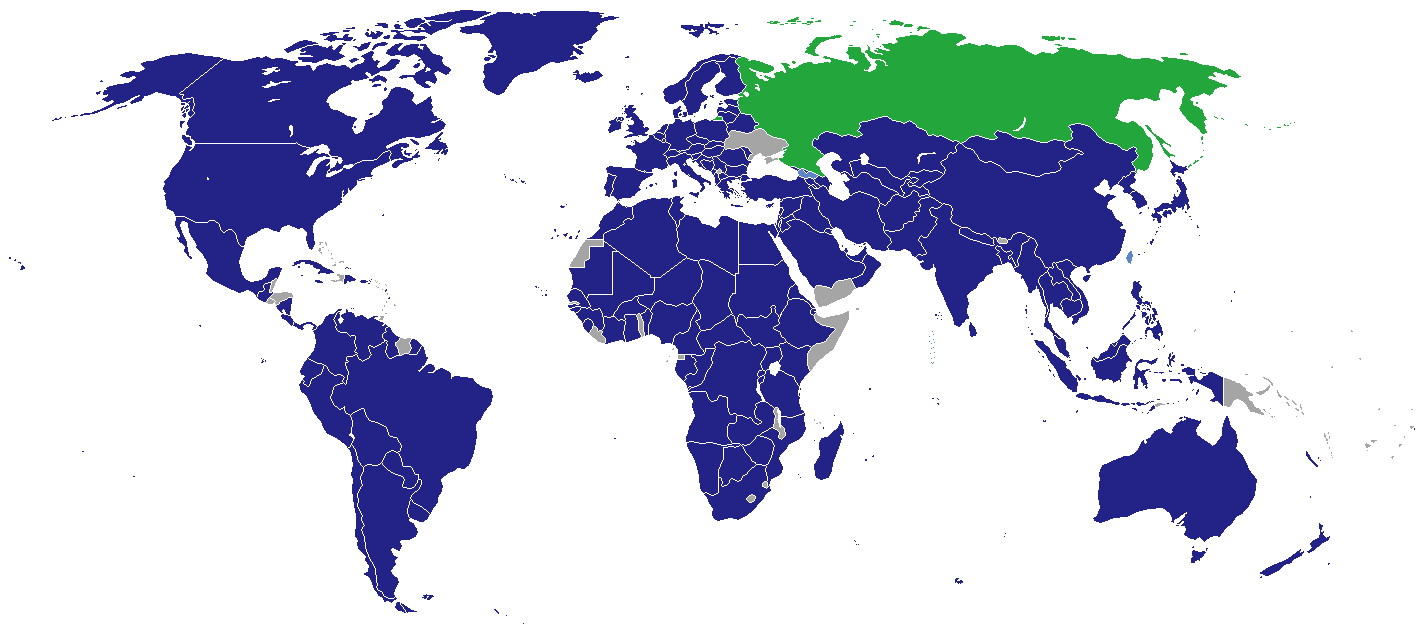
Standorte der diplomatischen Vertretungen Russlands

Dies ist eine Liste der diplomatischen und konsularischen Vertretungen Russlands.

## Diplomatische und konsularische Vertretungen

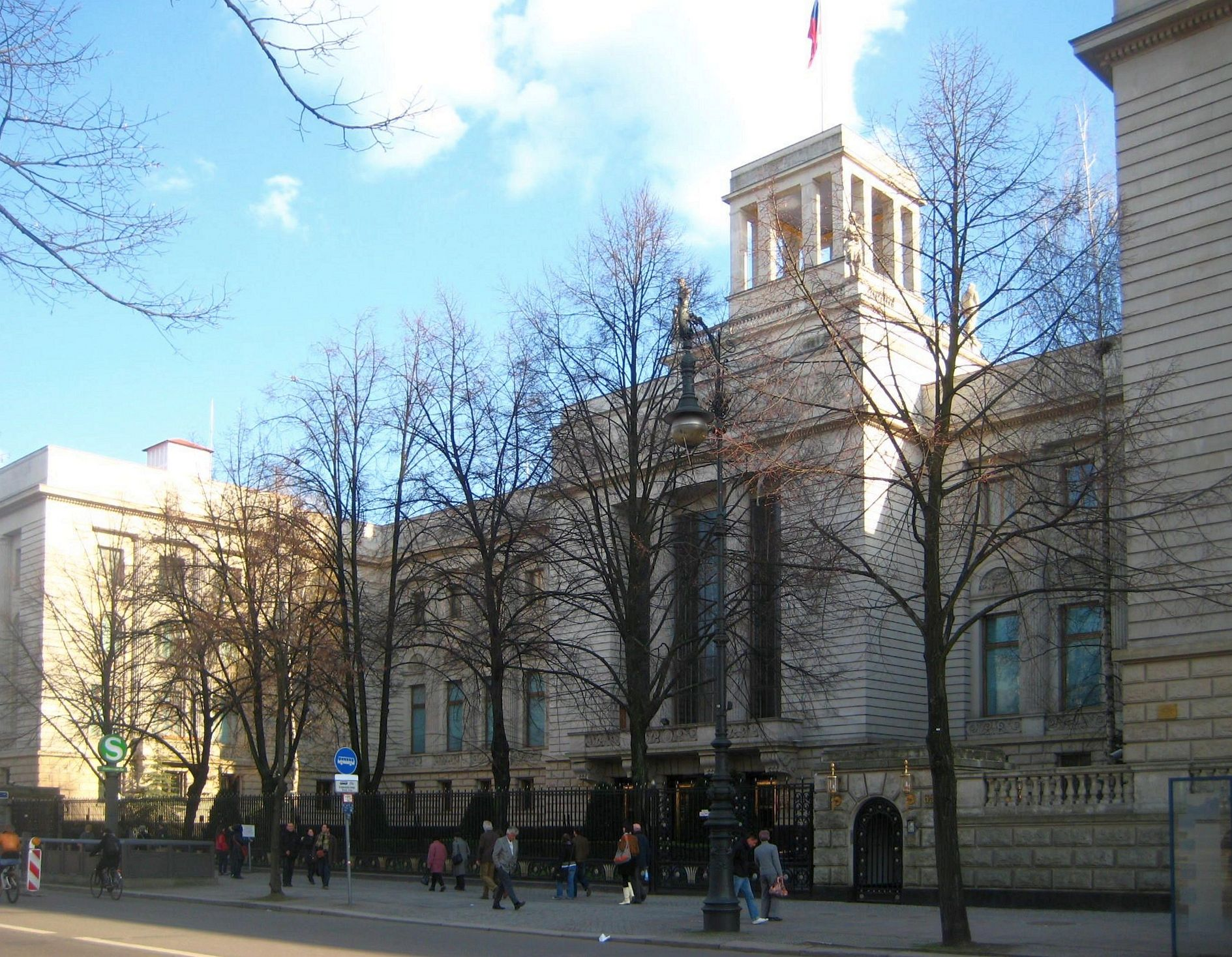
Russische Botschaft in Berlin

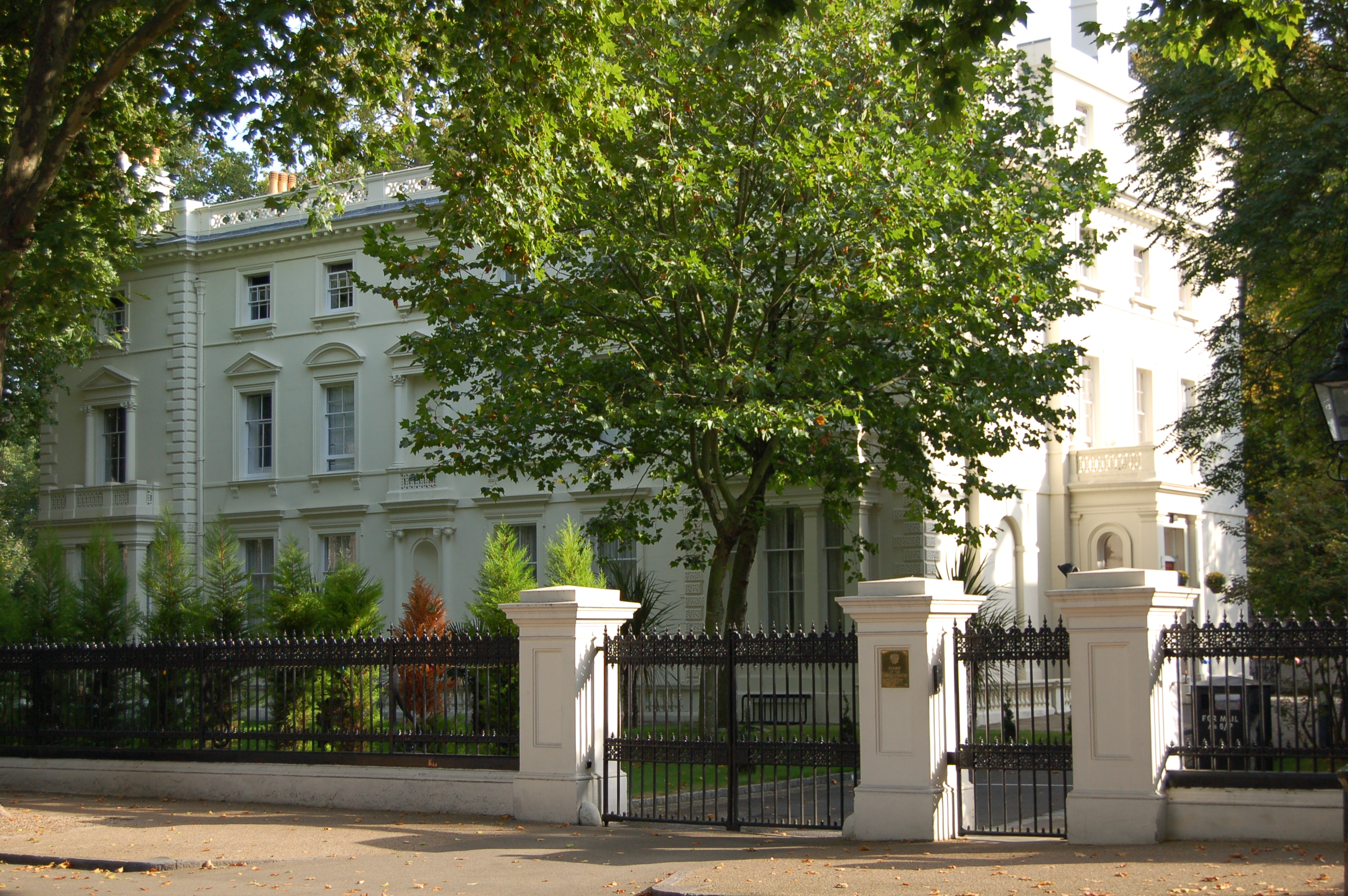
Russische Botschaft in London

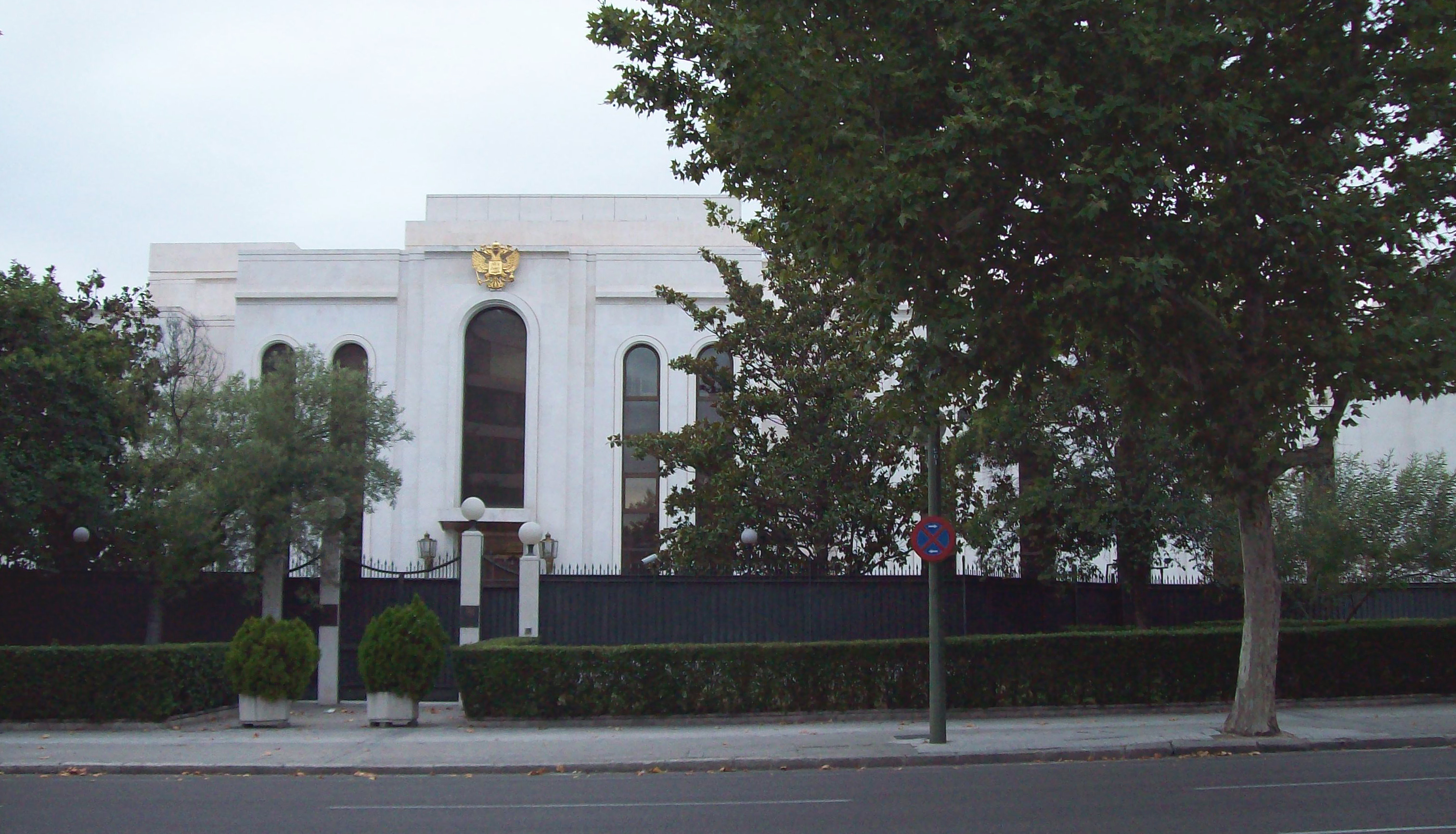
Russische Botschaft in Madrid

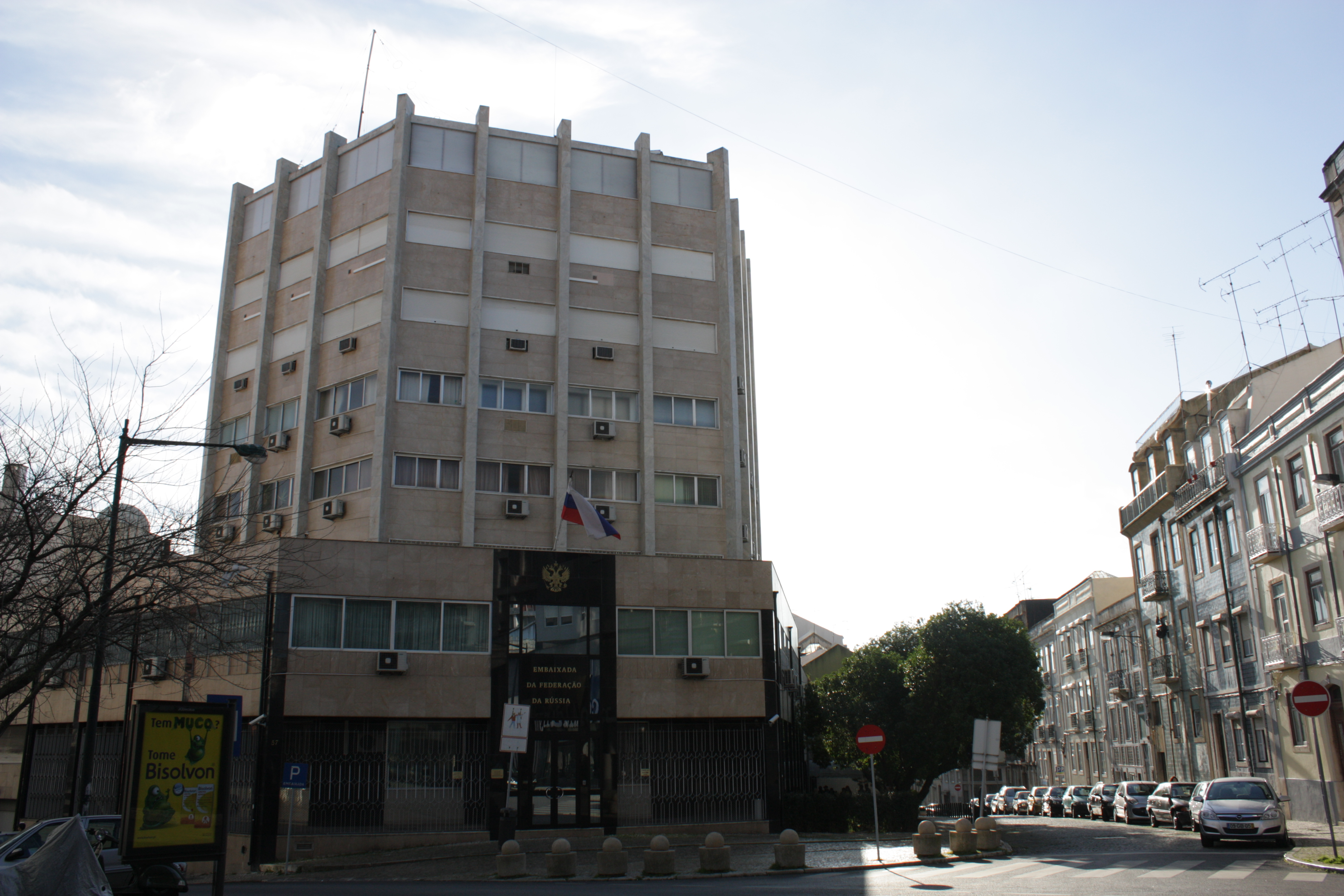
Russische Botschaft in Lissabon

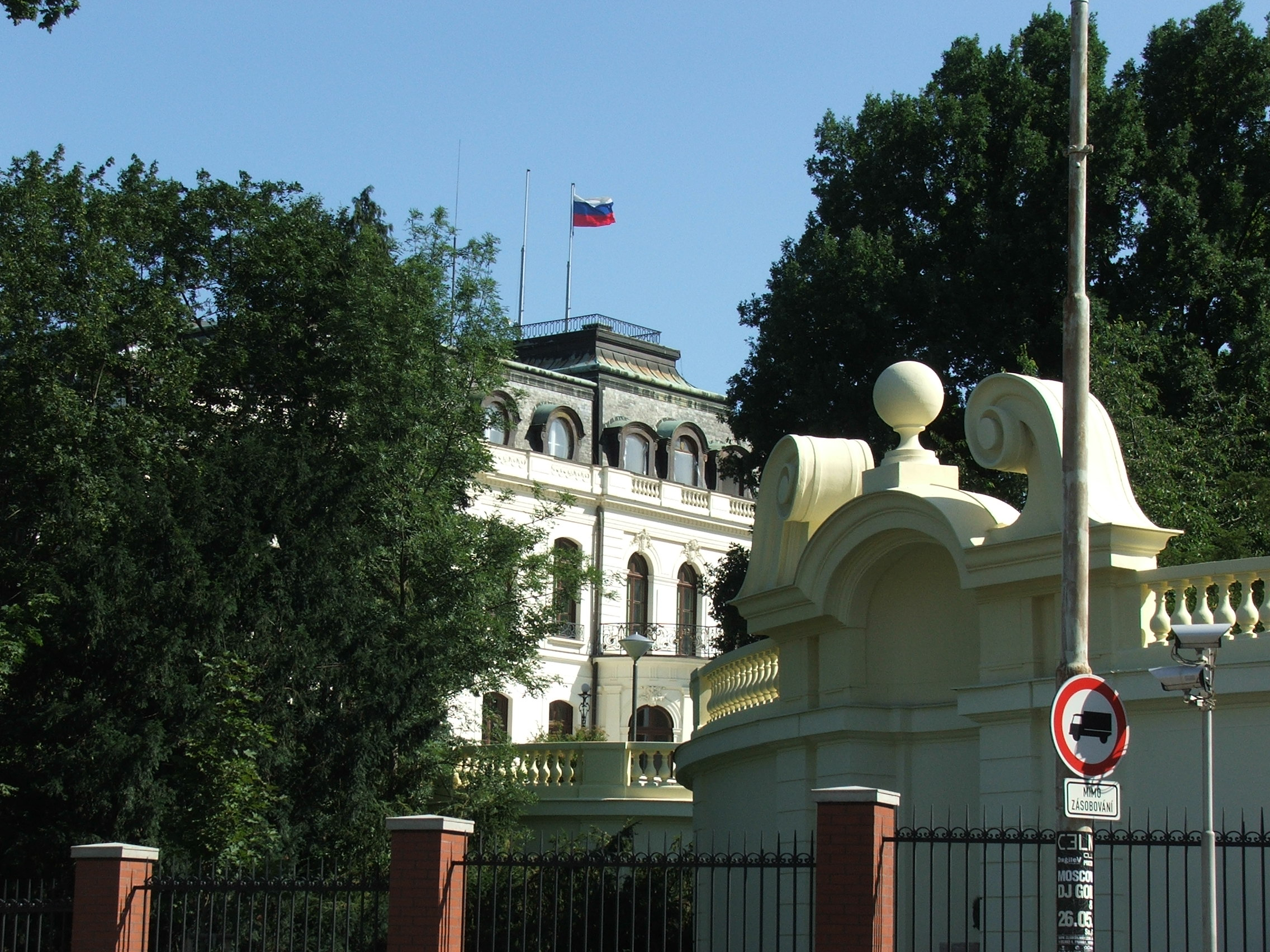
Russische Botschaft in Prag

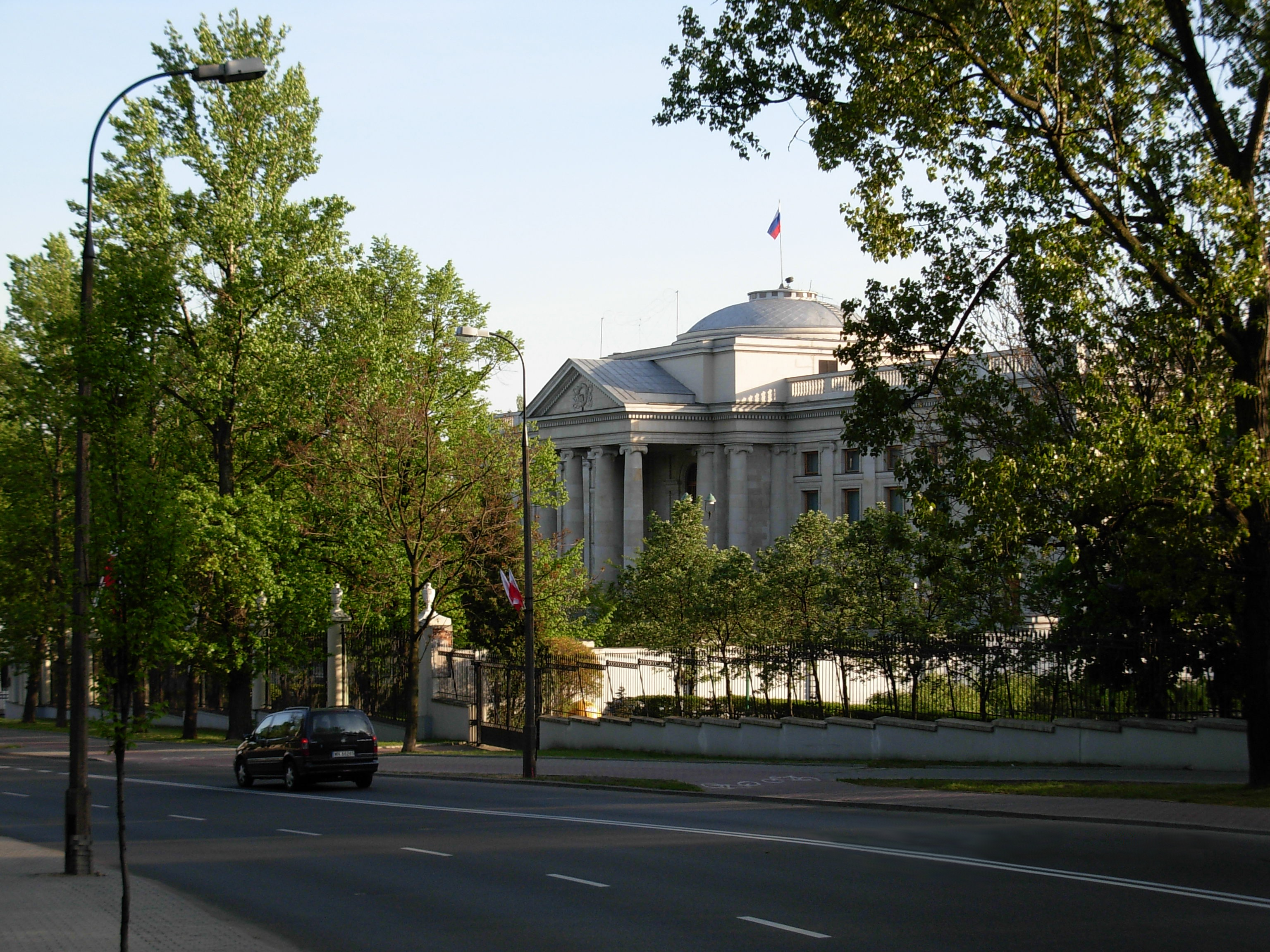
Russische Botschaft in Warschau

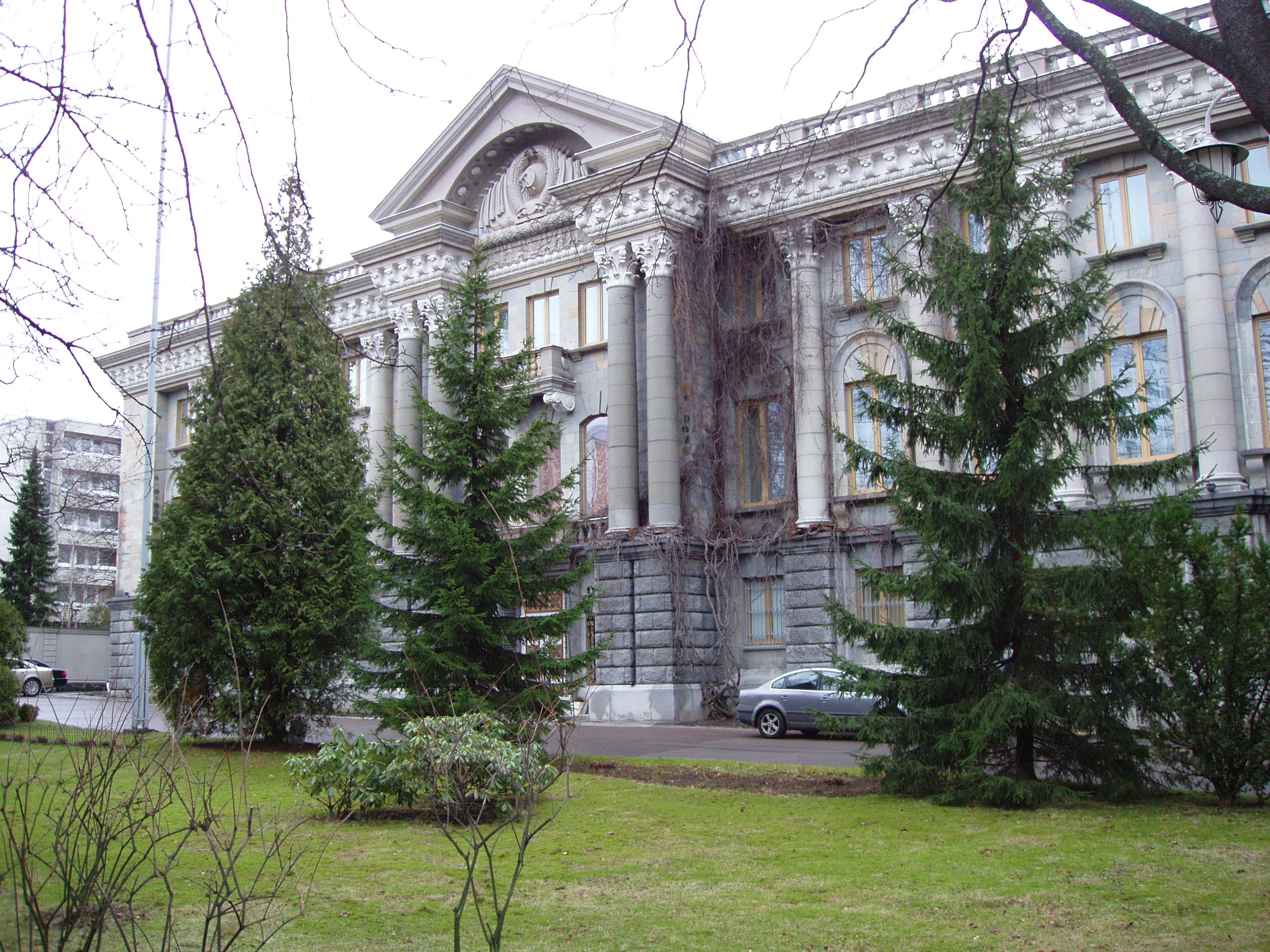
Russische Botschaft in Helsinki

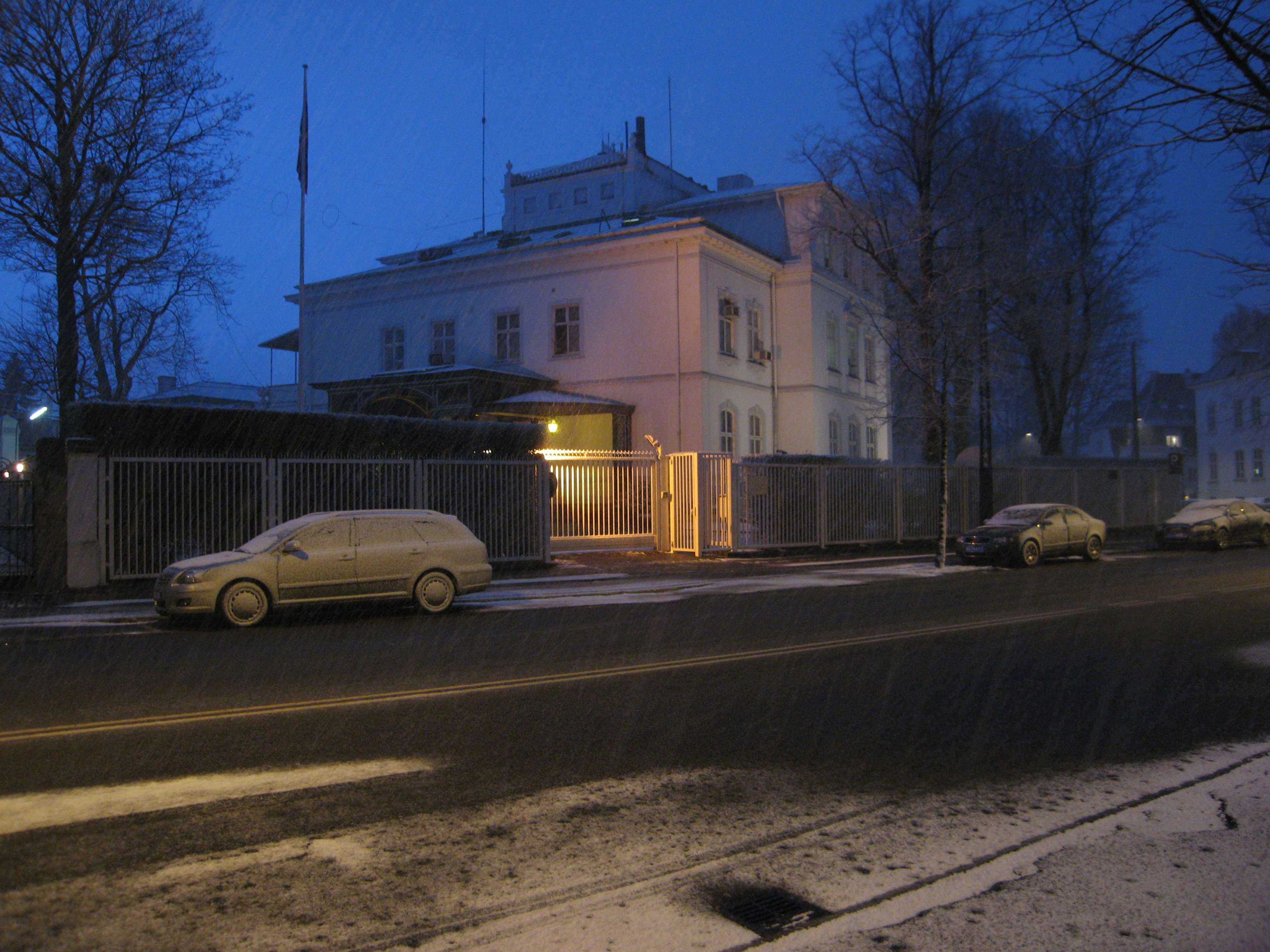
Russische Botschaft in Kopenhagen

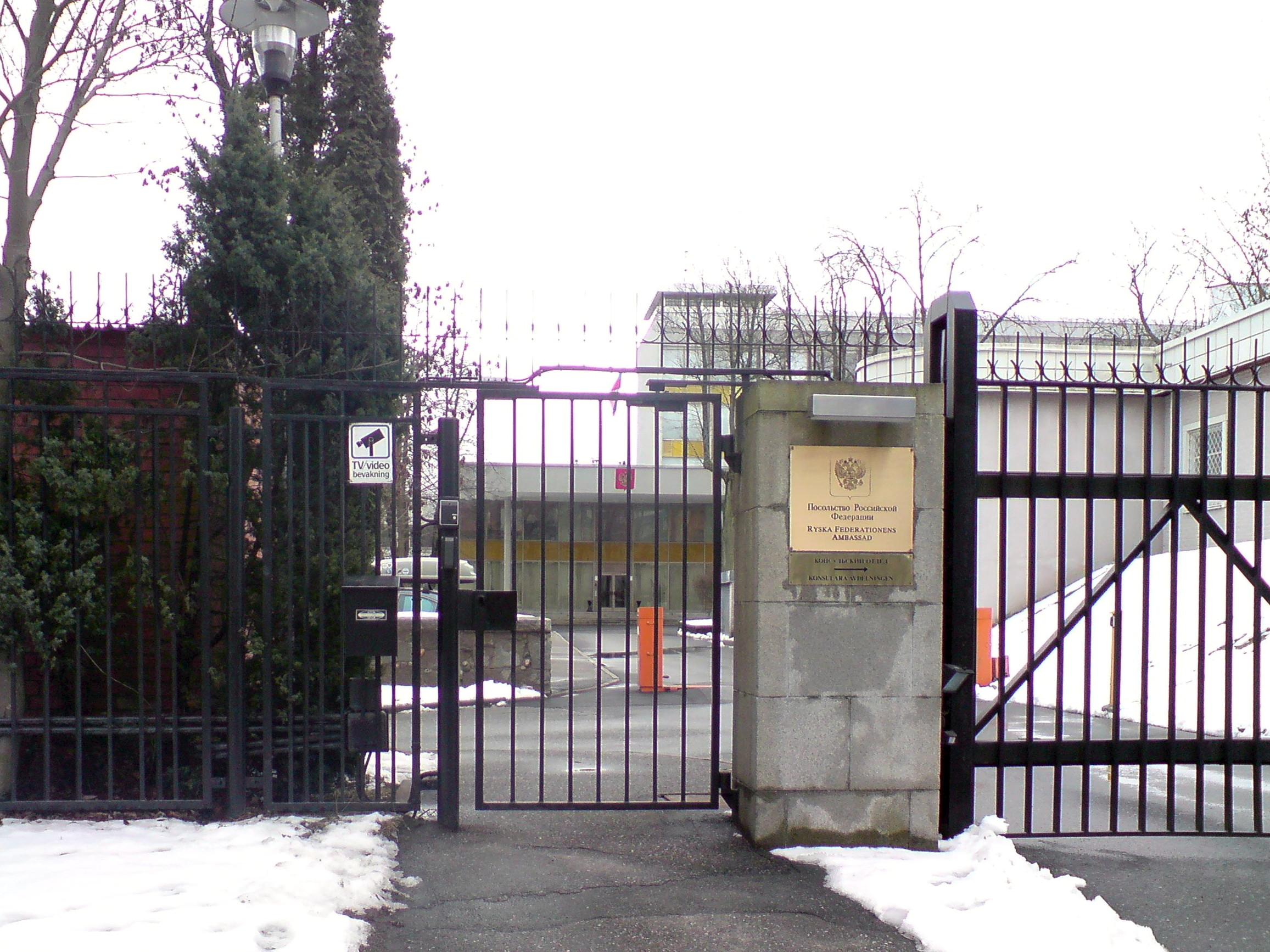
Russische Botschaft in Stockholm

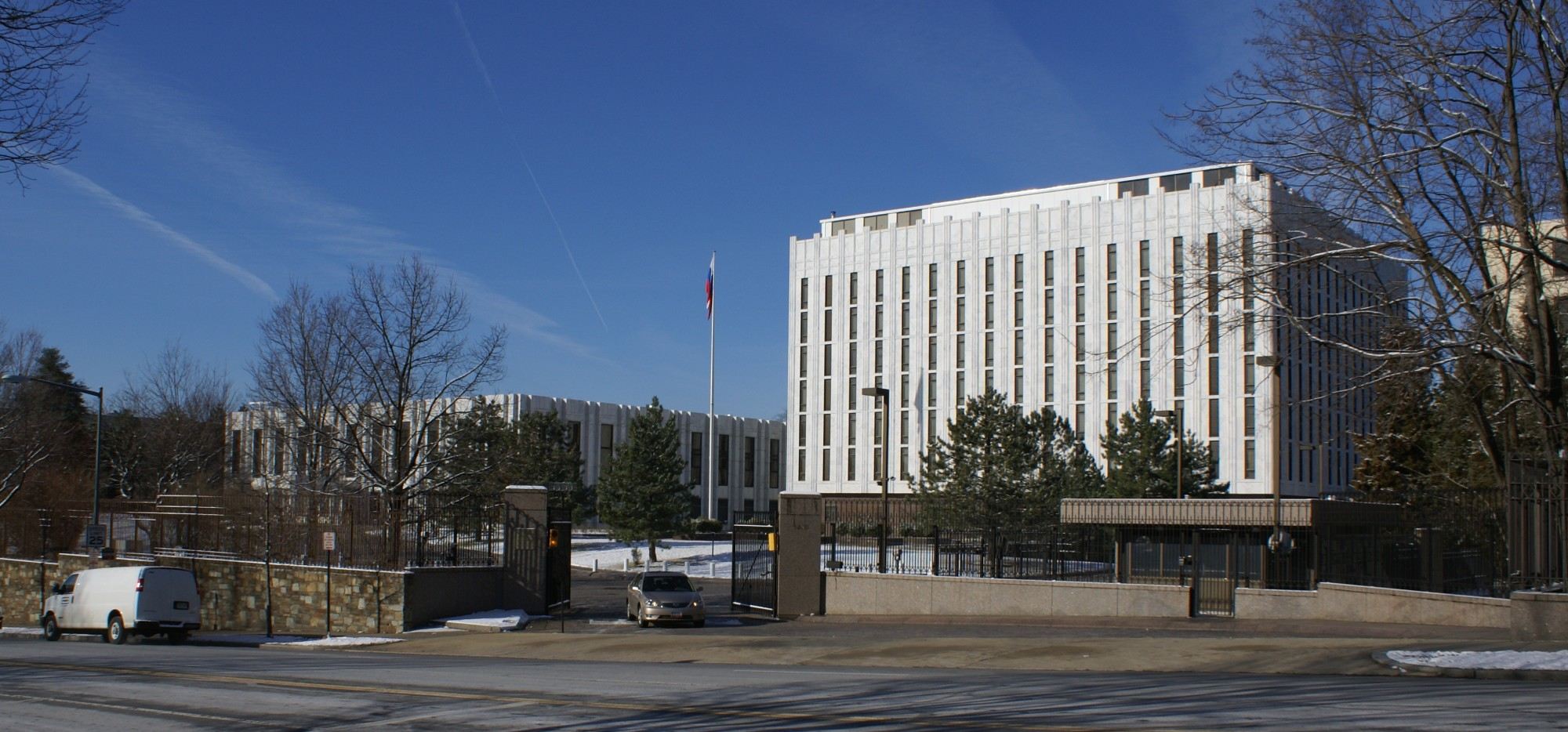
Russische Botschaft in Washington, D.C.

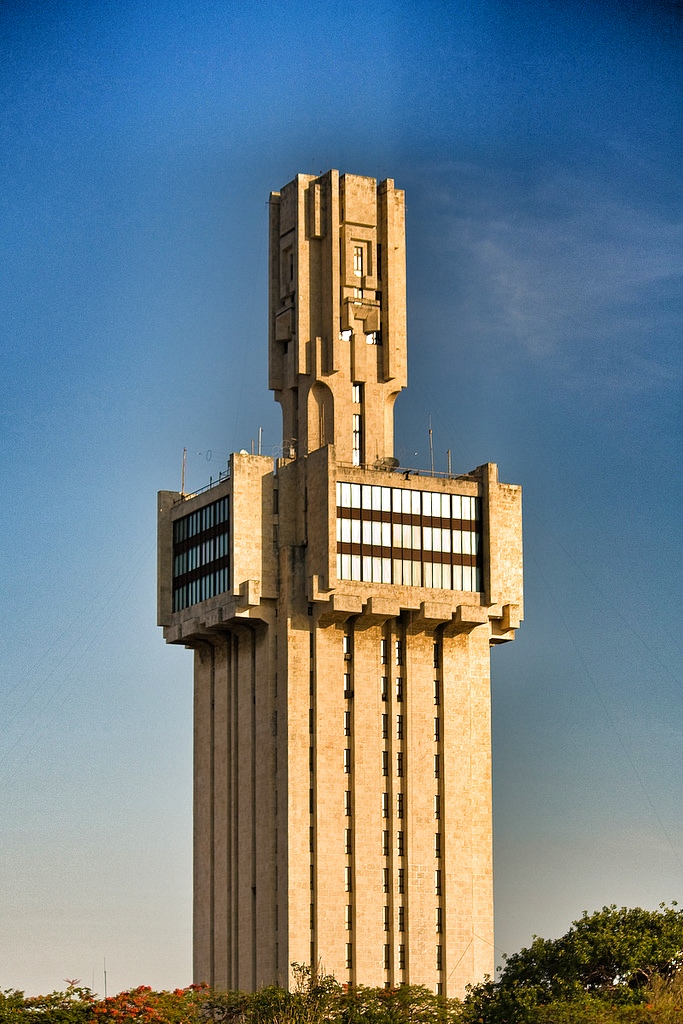
Russische Botschaft in Havanna

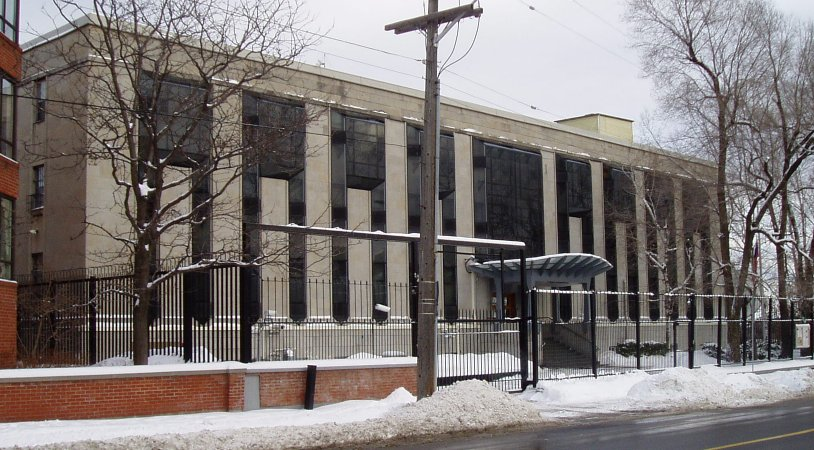
Russische Botschaft in Ottawa

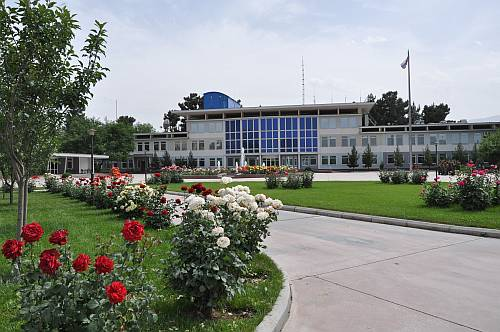
Russische Botschaft in Kabul

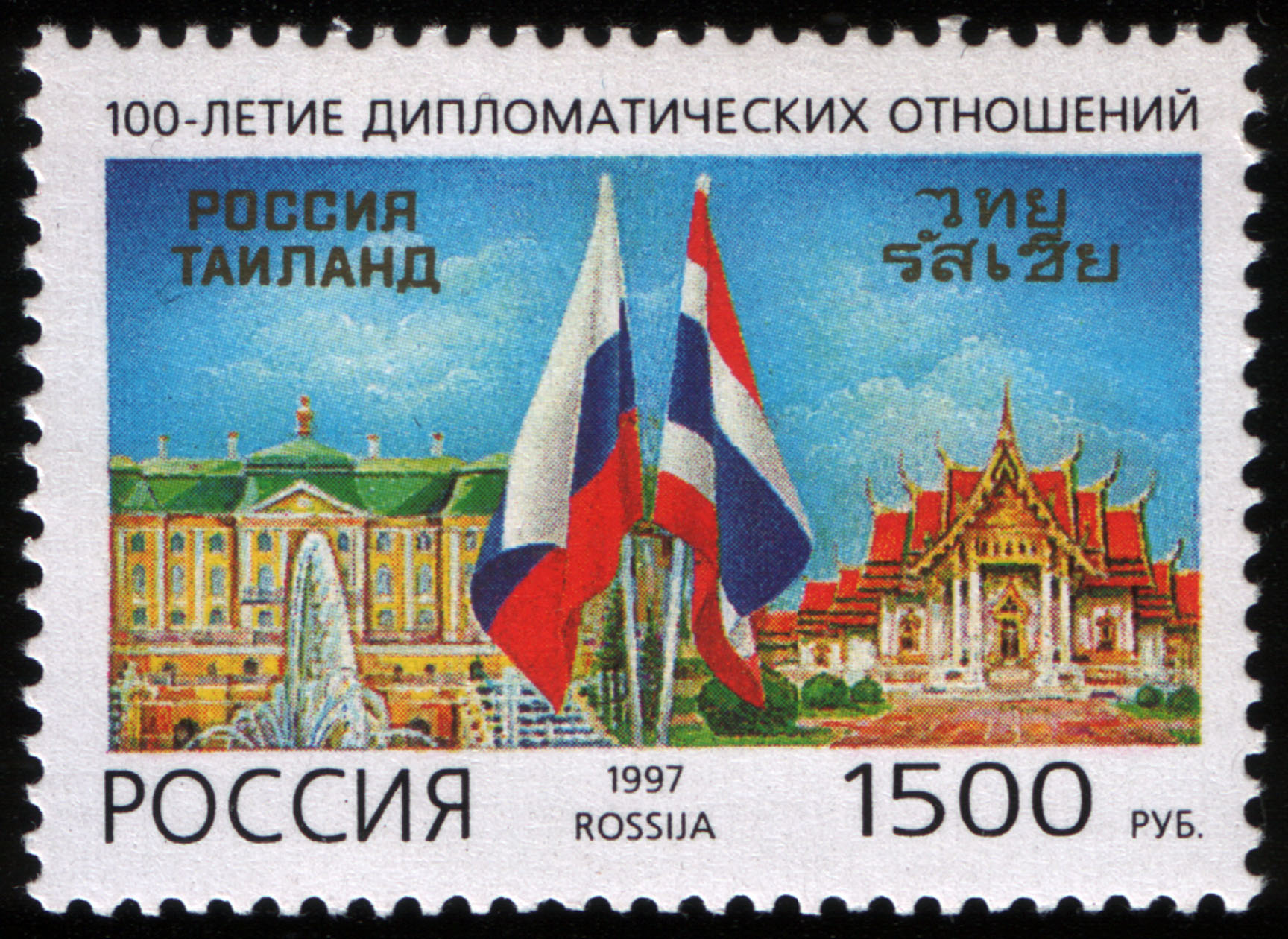
100 Jahre diplomatische Beziehungen Russland–Thailand, Briefmarke von 1996

### Afrika
| - Ägypten: Kairo, Botschaft - Ägypten: Alexandria, Generalkonsulat - Algerien: Algier, Botschaft - Algerien: Annaba, Generalkonsulat - Angola: Luanda, Botschaft - Äthiopien: Addis Abeba, Botschaft - Benin: Cotonou, Botschaft - Botswana: Gaborone, Botschaft - Burundi: Bujumbura, Botschaft - Demokratische Republik Kongo: Kinshasa, Botschaft - Dschibuti: Dschibuti, Botschaft - Elfenbeinküste: Abidjan, Botschaft - Eritrea: Asmara, Botschaft - Gabun: Libreville, Botschaft - Ghana: Accra, Botschaft - Guinea: Conakry, Botschaft - Guinea-Bissau: Bissau, Botschaft - Kamerun: Jaunde, Botschaft - Kap Verde: Praia, Botschaft - Kenia: Nairobi, Botschaft - Kongo: Brazzaville, Botschaft - Libyen: Tripolis, Botschaft - Madagaskar: Antananarivo, Botschaft | - Mali: Bamako, Botschaft - Mauretanien: Nouakchott, Botschaft - Mauritius: Port Louis, Botschaft - Marokko: Rabat, Botschaft - Marokko: Casablanca, Generalkonsulat - Mosambik: Maputo, Botschaft - Namibia: Windhoek, Botschaft - Nigeria: Abuja, Botschaft - Nigeria: Lagos, Generalkonsulat - Ruanda: Kigali, Botschaft - Sambia: Lusaka, Botschaft - Senegal: Dakar, Botschaft - Seychellen: Victoria, Botschaft - Simbabwe: Harare, Botschaft - Südafrika: Pretoria, Botschaft - Südafrika: Kapstadt, Generalkonsulat - Südsudan: Juba, Botschaft - Sudan: Khartum, Botschaft - Tansania: Daressalam, Botschaft - Tschad: N’Djamena, Botschaft - Tunesien: Tunis, Botschaft - Uganda: Kampala, Botschaft - Zentralafrikanische Republik: Bangui, Botschaft |

### Asien
| - Afghanistan: Kabul, Botschaft - Afghanistan: Masar-e Scharif, Generalkonsulat - Armenien: Jerewan, Botschaft - Armenien: Gjumri, Generalkonsulat - Aserbaidschan: Baku, Botschaft - Bahrain: Manama, Botschaft - Bangladesch: Dhaka, Botschaft - Brunei: Bandar Seri Begawan, Botschaft - Volksrepublik China: Peking, Botschaft - Volksrepublik China: Guangzhou, Generalkonsulat - Volksrepublik China: Harbin, Generalkonsulat - Volksrepublik China: Hongkong, Generalkonsulat - Volksrepublik China: Shanghai, Generalkonsulat - Volksrepublik China: Shenyang, Generalkonsulat - Indien: Neu-Delhi, Botschaft - Indien: Chennai, Generalkonsulat - Indien: Hyderabad, Generalkonsulat - Indien: Kalkutta, Generalkonsulat - Indien: Mumbai, Generalkonsulat - Indonesien: Jakarta, Botschaft - Indonesien: Denpasar, Generalkonsulat - Iran: Teheran, Botschaft - Iran: Isfahan, Generalkonsulat - Iran: Rascht, Generalkonsulat - Irak: Bagdad, Botschaft - Irak: Erbil, Generalkonsulat - Israel: Tel Aviv, Botschaft - Israel: Haifa, Generalkonsulat - Japan: Tokyo, Botschaft - Japan: Hakodate, Generalkonsulat - Japan: Osaka, Generalkonsulat - Japan: Sapporo, Generalkonsulat - Jemen: Sanaa, Botschaft - Jemen: Aden, Generalkonsulat - Jordanien: Amman, Botschaft - Kasachstan: Astana, Botschaft - Kasachstan: Almaty, Generalkonsulat - Kasachstan: Oral, Konsulat - Katar: Doha, Botschaft - Kambodscha: Phnom Penh, Botschaft | - Kirgisistan: Bischkek, Botschaft - Kuwait: Kuwait, Botschaft - Laos: Vientiane, Botschaft - Libanon: Beirut, Botschaft - Malaysia: Kuala Lumpur, Botschaft - Malediven: Malé, Botschaft - Mongolei: Ulaanbaatar, Botschaft - Mongolei: Darchan, Generalkonsulat - Mongolei: Erdenet, Generalkonsulat - Myanmar: Rangun, Botschaft - Nepal: Kathmandu, Botschaft - Nordkorea: Pjöngjang, Botschaft - Nordkorea: Ch’ŏngjin, Generalkonsulat - Oman: Maskat, Botschaft - Pakistan: Islamabad, Botschaft - Pakistan: Karatschi, Generalkonsulat - Palästina: Ramallah, Botschaft - Philippinen: Manila, Botschaft - Philippinen: Cebu City, Konsularagentur - Saudi-Arabien: Riad, Botschaft - Saudi-Arabien: Dschidda, Generalkonsulat - Singapur: Singapur, Botschaft - Sri Lanka: Colombo, Botschaft - Südkorea: Seoul, Botschaft - Südkorea: Busan, Generalkonsulat - Syrien: Damaskus, Botschaft - Tadschikistan: Duschanbe, Botschaft - Tadschikistan: Chudschand, Generalkonsulat - Taiwan: Taipei, Vertretung - Thailand: Bangkok, Botschaft - Thailand: Phuket, Generalkonsulat - Turkmenistan: Aşgabat, Botschaft - Turkmenistan: Türkmenbaşy, Konsulat - Usbekistan: Taschkent, Botschaft - Vereinigte Arabische Emirate: Abu Dhabi, Botschaft - Vereinigte Arabische Emirate: Dubai, Generalkonsulat - Vietnam: Hanoi, Botschaft - Vietnam: Ho-Chi-Minh-Stadt, Generalkonsulat - Vietnam: Đà Nẵng, Generalkonsulat |

### Australien und Ozeanien
- Australien: Canberra, Botschaft
- Australien: Sydney, Generalkonsulat
- Neuseeland: Wellington, Botschaft

### Europa
| - Albanien: Tirana, Botschaft - Belarus: Minsk, Botschaft - Belarus: Brest, Generalkonsulat - Belgien: Brüssel, Botschaft - Belgien: Antwerpen, Generalkonsulat - Bosnien und Herzegowina: Sarajevo, Botschaft - Bulgarien: Sofia, Botschaft - Bulgarien: Russe, Generalkonsulat - Bulgarien: Warna, Generalkonsulat - Dänemark: Kopenhagen, Botschaft - Deutschland: Berlin, Botschaft - Deutschland: Bonn, Generalkonsulat - Deutschland: Frankfurt am Main, Generalkonsulat - Deutschland: Hamburg, Generalkonsulat - Deutschland: München, Generalkonsulat - Estland: Tallinn, Botschaft - Finnland: Helsinki, Botschaft - Finnland: Mariehamn, Generalkonsulat - Finnland: Turku, Generalkonsulat - Frankreich: Paris, Botschaft - Frankreich: Marseille, Generalkonsulat - Frankreich: Straßburg, Generalkonsulat - Frankreich: Villefranche-sur-Mer, Konsularagentur - Georgien: Tiflis, Interessenvertretung - Griechenland: Athen, Botschaft - Griechenland: Thessaloniki, Generalkonsulat - Island: Reykjavík, Botschaft - Irland: Dublin, Botschaft - Italien: Rom, Botschaft - Italien: Mailand, Generalkonsulat - Italien: Genua, Generalkonsulat - Italien: Palermo, Generalkonsulat - Kroatien: Zagreb, Botschaft - Lettland: Riga, Botschaft - Litauen: Wilna, Botschaft - Luxemburg: Luxemburg, Botschaft - Nordmazedonien: Skopje, Botschaft - Mazedonien: Bitola, Generalkonsulat - Malta: Valletta, Botschaft | - Moldau: Chișinău, Botschaft - Moldau: Tiraspol, Generalkonsulat - Montenegro: Podgorica, Botschaft - Niederlande: Den Haag, Botschaft - Norwegen: Oslo, Botschaft - Norwegen: Kirkenes, Generalkonsulat - Norwegen: Barentsburg, Spitzbergen, Generalkonsulat - Österreich: Wien, Botschaft - Österreich: Salzburg, Generalkonsulat - Polen: Warschau, Botschaft - Polen: Danzig, Generalkonsulat - Polen: Krakau, Generalkonsulat - Polen: Posen, Generalkonsulat - Portugal: Lissabon, Botschaft - Rumänien: Bukarest, Botschaft - Rumänien: Constanța, Generalkonsulat - Schweden: Stockholm, Botschaft - Schweden: Göteborg, Generalkonsulat - Schweiz: Bern, Botschaft - Schweiz: Genf, Generalkonsulat - Serbien: Belgrad, Botschaft - Slowakei: Bratislava, Botschaft - Slowenien: Ljubljana, Botschaft - Spanien: Madrid, Botschaft - Spanien: Barcelona, Generalkonsulat - Tschechien: Prag, Botschaft - Tschechien: Brünn, Generalkonsulat - Tschechien: Karlsbad, Generalkonsulat - Türkei: Ankara, Botschaft - Türkei: Istanbul, Generalkonsulat - Türkei: Trabzon, Generalkonsulat - Türkei: Antalya, Konsulat - Ukraine: Kiew, Botschaft (2022 geschlossen) - Ukraine: Charkiw, Generalkonsulat (2022 geschlossen) - Ukraine: Lemberg, Generalkonsulat (2022 geschlossen) - Ukraine: Odessa, Generalkonsulat (2022 geschlossen) - Ungarn: Budapest, Botschaft - Ungarn: Debrecen, Generalkonsulat - Vereinigtes Königreich: London, Botschaft - Vereinigtes Königreich: Edinburgh, Generalkonsulat - Zypern: Nikosia, Botschaft |

### Nordamerika
| - Costa Rica: San José, Botschaft - Guatemala: Guatemala-Stadt, Botschaft - Jamaika: Kingston, Botschaft - Kanada: Ottawa, Botschaft - Kanada: Montreal, Generalkonsulat - Kanada: Toronto, Generalkonsulat - Kuba: Havanna, Botschaft - Kuba: Santiago de Cuba, Generalkonsulat | - Mexiko: Mexiko-Stadt, Botschaft - Nicaragua: Managua, Botschaft - Panama: Panama-Stadt, Botschaft - Vereinigte Staaten: Washington, D.C., Botschaft - Vereinigte Staaten: Houston, Generalkonsulat - Vereinigte Staaten: New York City, Generalkonsulat - Vereinigte Staaten: Houston, Generalkonsulat |

### Südamerika
| - Argentinien: Buenos Aires, Botschaft - Bolivien: La Paz, Botschaft - Brasilien: Brasília, Botschaft - Brasilien: Rio de Janeiro, Generalkonsulat - Brasilien: São Paulo, Generalkonsulat - Chile: Santiago de Chile, Botschaft - Ecuador: Quito, Botschaft | - Guyana: Georgetown, Botschaft - Kolumbien: Bogotá, Botschaft - Paraguay: Asunción, Botschaft - Peru: Lima, Botschaft - Uruguay: Montevideo, Botschaft - Venezuela: Caracas, Botschaft |

## Vertretungen bei internationalen Organisationen
- Europäische Union: Brüssel, Ständige Mission
- Gemeinschaft Unabhängiger Staaten: Minsk, Ständige Vertretung
- Vereinte Nationen: New York, Ständige Vertretung
- Vereinte Nationen: Genf, Ständige Vertretung
- UNESCO: Paris, Ständige Vertretung
- Heiliger Stuhl: Rom, Botschaft